# 斯克利芒廷 (北卡羅萊納州)
斯克利芒廷（英語：Scaly Mountain）是位於美國北卡羅萊納州梅肯縣的非建制地區。

## 歷史
斯克利芒廷的郵局自1882年營運至今。

## 地理
斯克利芒廷所處的海拔為高於海平面1061米（即3481英呎），而該地所採用的時區為UTC-5，即北美东部时区（EST）。同時該地設有夏令時間，為UTC-5調快一小時，即UTC-4（EDT）。